# Conophytum stevens-jonesianum
Conophytum stevens-jonesianum är en isörtsväxtart som beskrevs av L. Bol.. Conophytum stevens-jonesianum ingår i släktet Conophytum, och familjen isörtsväxter. Inga underarter finns listade i Catalogue of Life.